# En ubekvem sandhed
En ubekvem sandhed (engelsk: An Inconvenient Truth) er en amerikansk dokumentarfilm fra 2006 af Davis Guggenheim. Filmen har den tidligere demokratiske politiker og præsidentkandidat Al Gore i hovedrollen og er lavet på baggrund af et foredrag, Al Gore har holdt i en årrække om drivhuseffekten. Foredraget blev i første omgang til bogen "En ubekvem sandhed", som udkom på amerikansk i 2006 og i dansk oversættelse samme år. Filmens hovedtema er selve Al Gores foredrag om den globale opvarmning, men den handler også om Al Gore som person, efter at han har forladt politik. 
Filmen havde premiere på Sundance Film Festivalen i USA i januar 2006 og fik biografpremiere den 24. maj samme år i et begrænset antal amerikanske biografer. Filmen blev også vist uden for konkurrencen på filmfestivalen i Cannes i maj 2006.

## Ekstern henvisning
- En ubekvem sandhed på Internet Movie Database (engelsk)
- En ubekvem sandhed på Filmdatabasen
- En ubekvem sandhed på Scope
- En ubekvem sandhed i Svensk Filmdatabas (svensk)
- En ubekvem sandhed på AlloCiné (fransk)
- En ubekvem sandhed på MovieMeter (nederlandsk)
- En ubekvem sandhed på AllMovie (engelsk)
- En ubekvem sandhed hos American Film Institute (engelsk)
- En ubekvem sandheds profil hos Encyclopædia Britannica Online (engelsk)
- En ubekvem sandhed på Turner Classic Movies (engelsk)

1. ↑  Navnet er anført på bokmål og stammer fra Wikidata hvor navnet endnu ikke findes på dansk.